# Giải Quả cầu vàng lần thứ 77
Giải Quả cầu vàng lần thứ 77 vinh danh những tác phẩm điện ảnh và truyền hình xuất sắc nhất của Hoa Kỳ năm 2019. Lễ trao giải được truyền hình trực tiếp từ khách sạn Beverly Hilton ở Beverly Hills, California vào ngày 5 tháng 1 năm 2020 bởi NBC. Buổi lễ do Dick Clark Productions và Hiệp hội báo chí nước ngoài ở Hollywood (HFPA) chịu trách nhiệm sản xuất, được đài NBC phát sóng trực tiếp ở Hoa Kỳ. Ricky Gervais đã chủ trì buổi lễ tính đến năm 2019 là lần thứ năm.
Các đề cử được công bố vào ngày 9 tháng 12 năm 2019 bởi Tim Allen, Dakota Fanning, và Susan Kelechi Watson. Câu chuyện hôn nhân được đề cử nhiều nhất với 6 hạng mục. Tom Hanks và Ellen DeGeneres lần lượt được công bố những người đoạt giải Giải Cecil B. DeMille và Giải Carol Burnett.
Chuyện ngày xưa ở... Hollywood giành nhiều chiến thắng nhất trong buổi lễ với 3 giải thưởng, bao gồm Phim ca nhạc hoặc phim hài hay nhất. 1917, Joker và Người hỏa tiễn mỗi phim giành được 2 giải thưởng, 1917 giành được Giải Quả cầu vàng cho phim chính kịch hay nhất. Đối với phim truyền hình, Succession, Fleabag và Chernobyl cũng chiến thắng, với mỗi phim đoạt 2 giải thưởng.

## Danh sách cụ thể

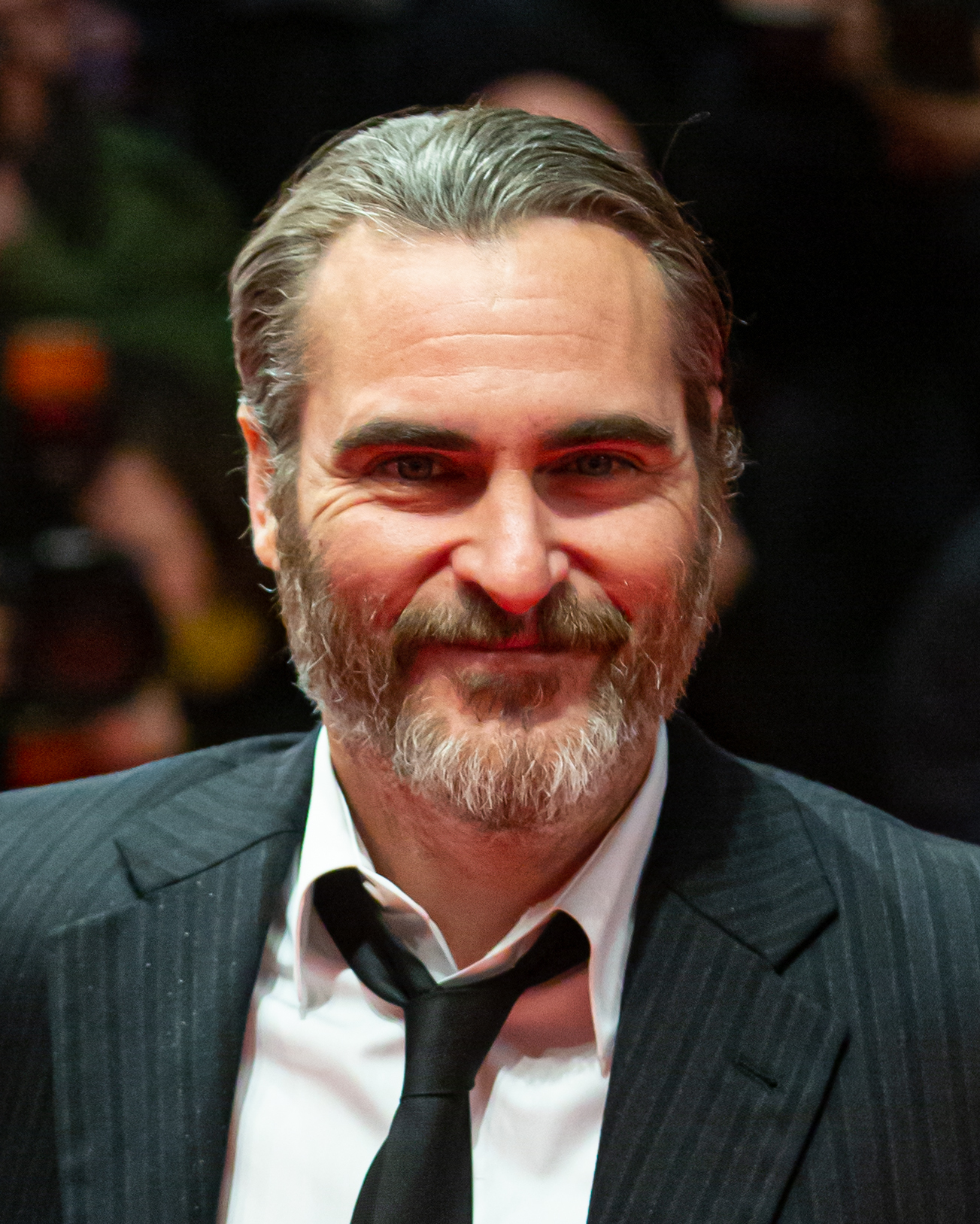
Joaquin Phoenix, nam diễn viên chính xuất sắc nhất trong phim điện ảnh chính kịch

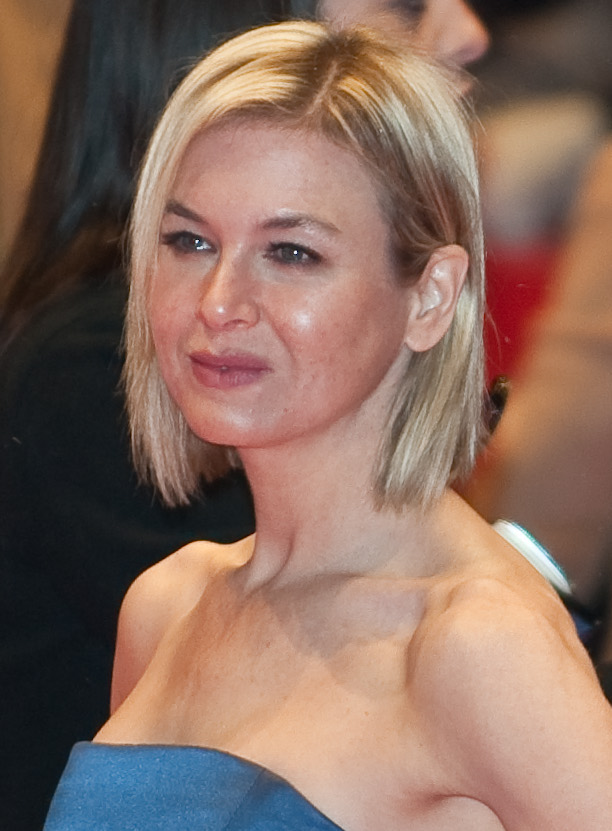
Renée Zellweger, nữ diễn viên chính xuất sắc nhất trong phim điện ảnh chính kịch

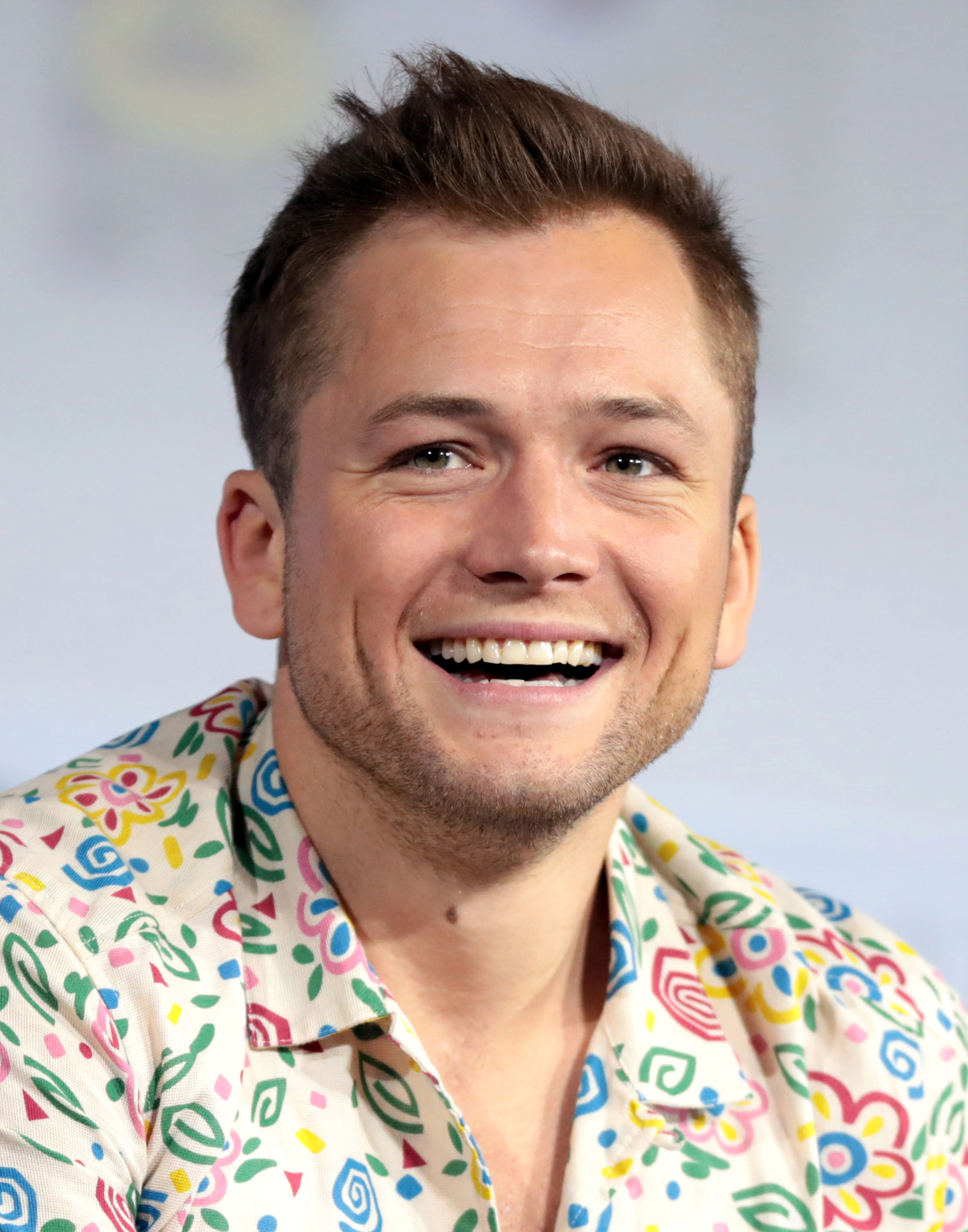
Taron Egerton, nam diễn viên chính xuất sắc nhất trong phim ca nhạc hoặc hài

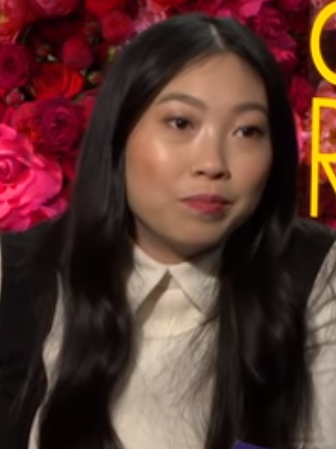
Awkwafina, nữ diễn viên chính xuất sắc nhất trong phim ca nhạc hoặc hài

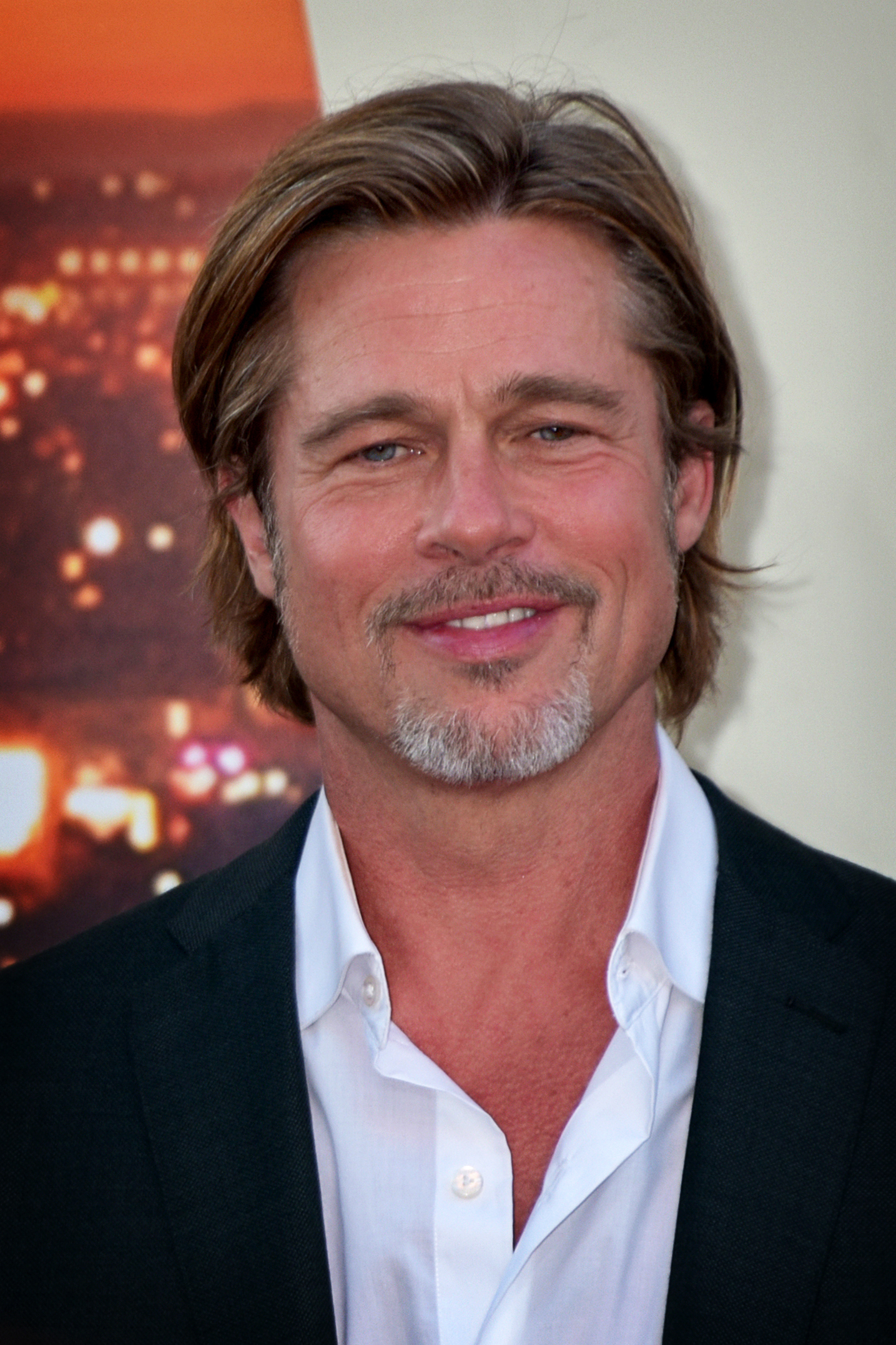
Brad Pitt, nam diễn viên điện ảnh phụ xuất sắc nhất

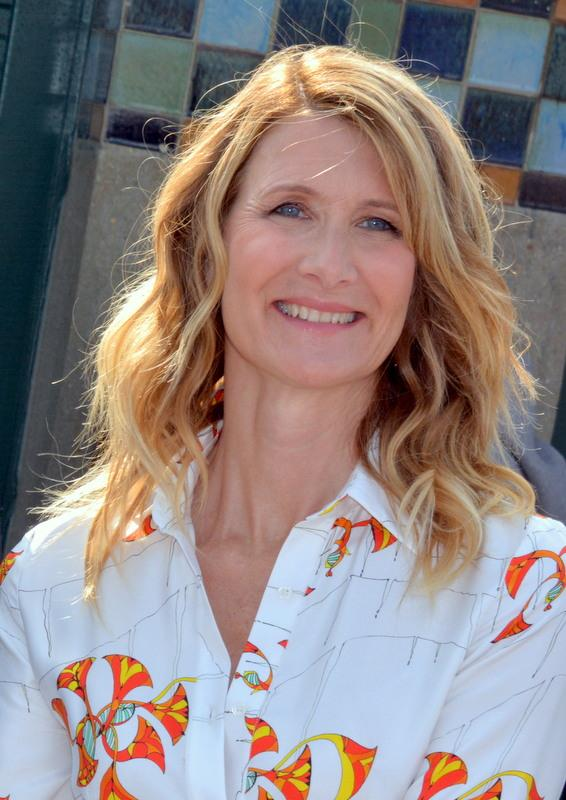
Laura Dern, nữ diễn viên điện ảnh phụ xuất sắc nhất

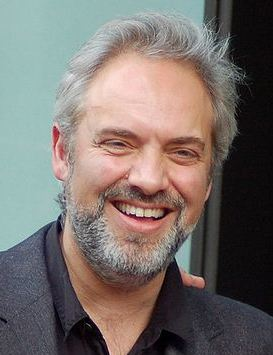
Sam Mendes, đoạt giải đạo diễn xuất sắc nhất

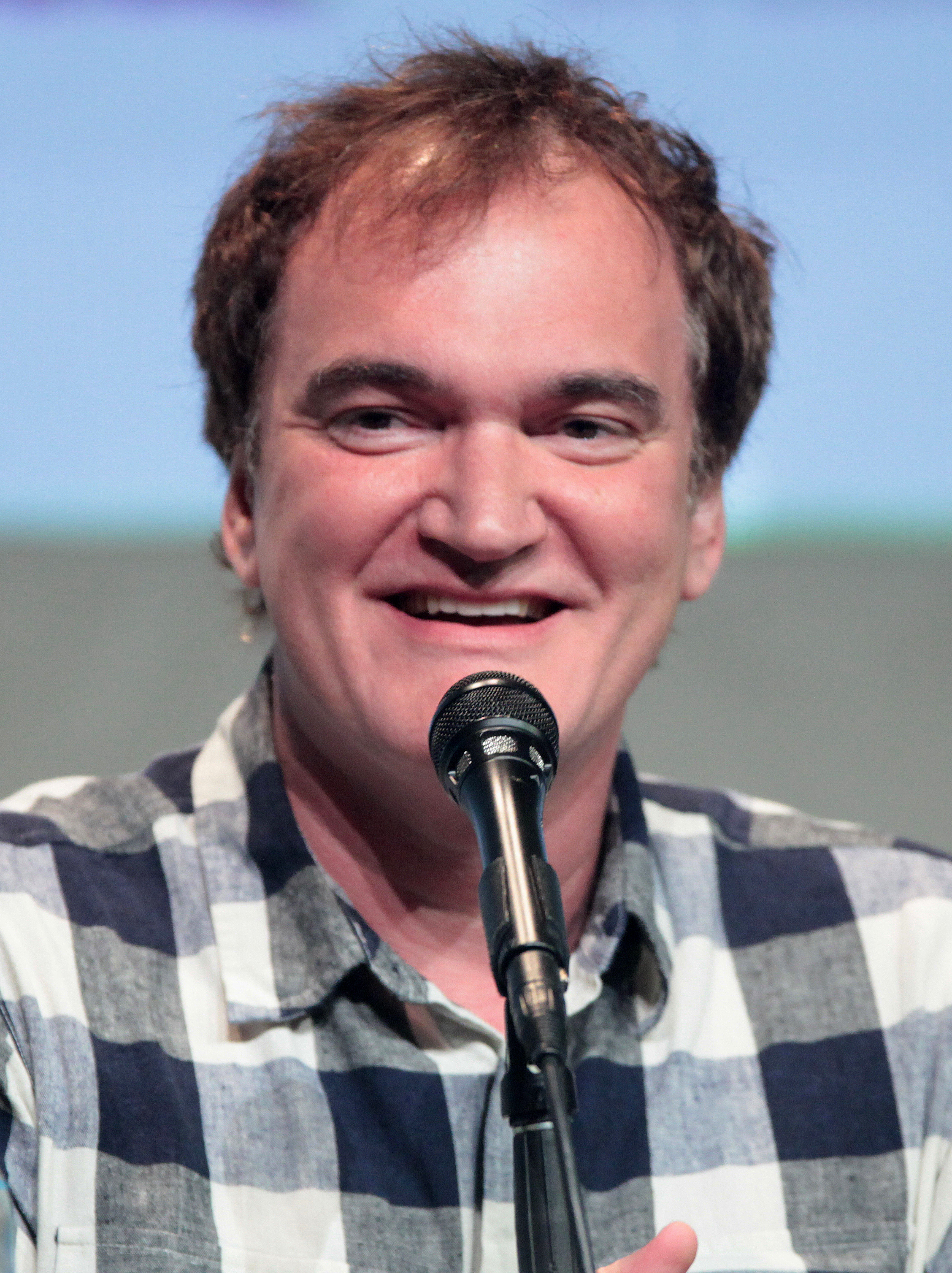
Quentin Tarantino, chủ nhân giải kịch bản xuất sắc nhất

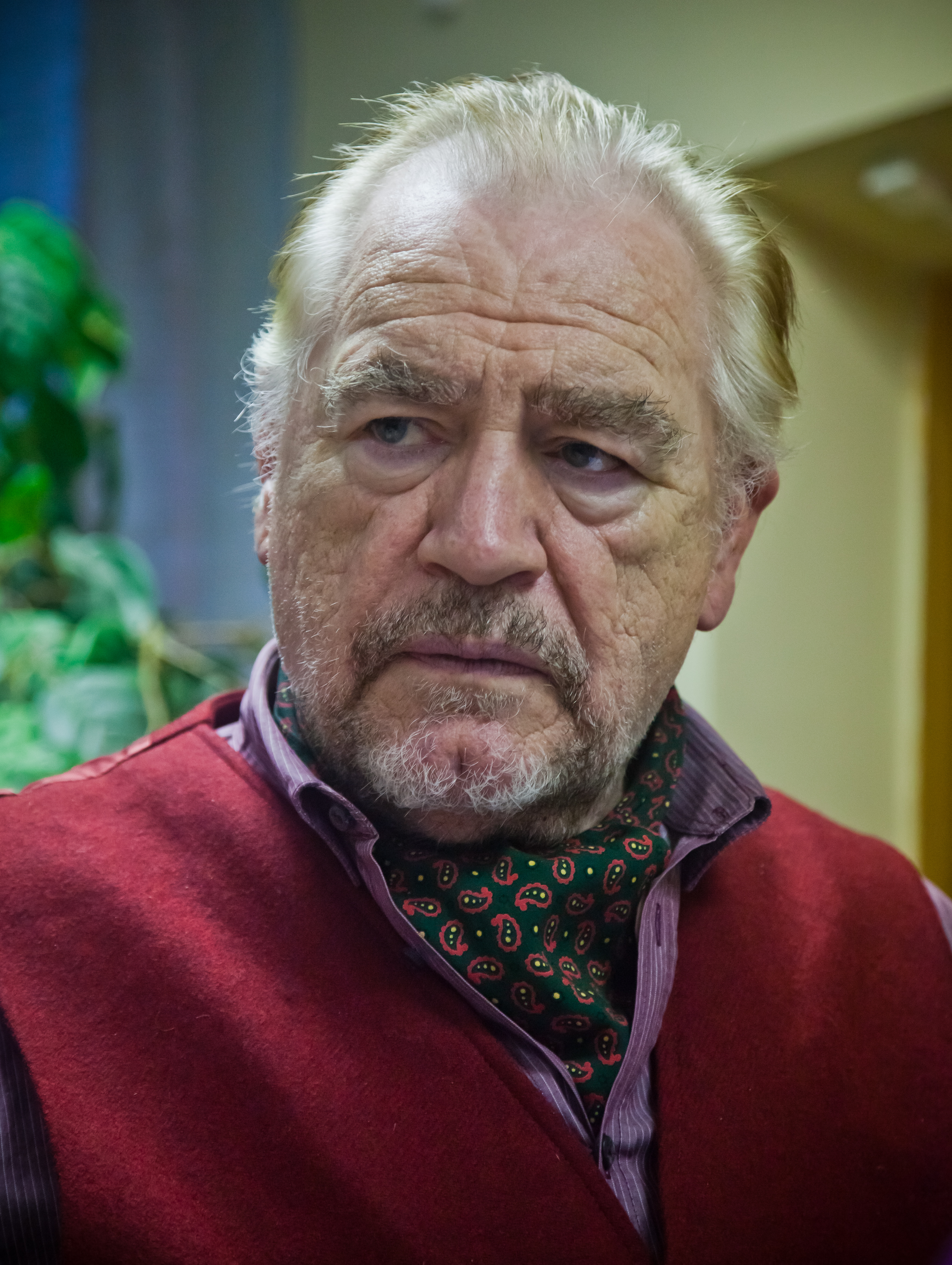
Brian Cox, nam diễn viên xuất sắc nhất trong phim truyền hình chính kịch

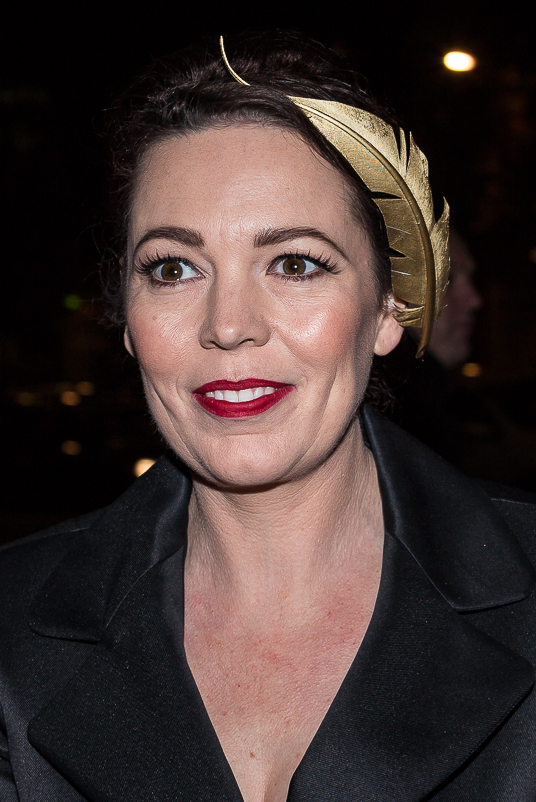
Olivia Colman, chủ nhân giải nữ diễn viên xuất sắc nhất trong phim truyền hình chính kịch

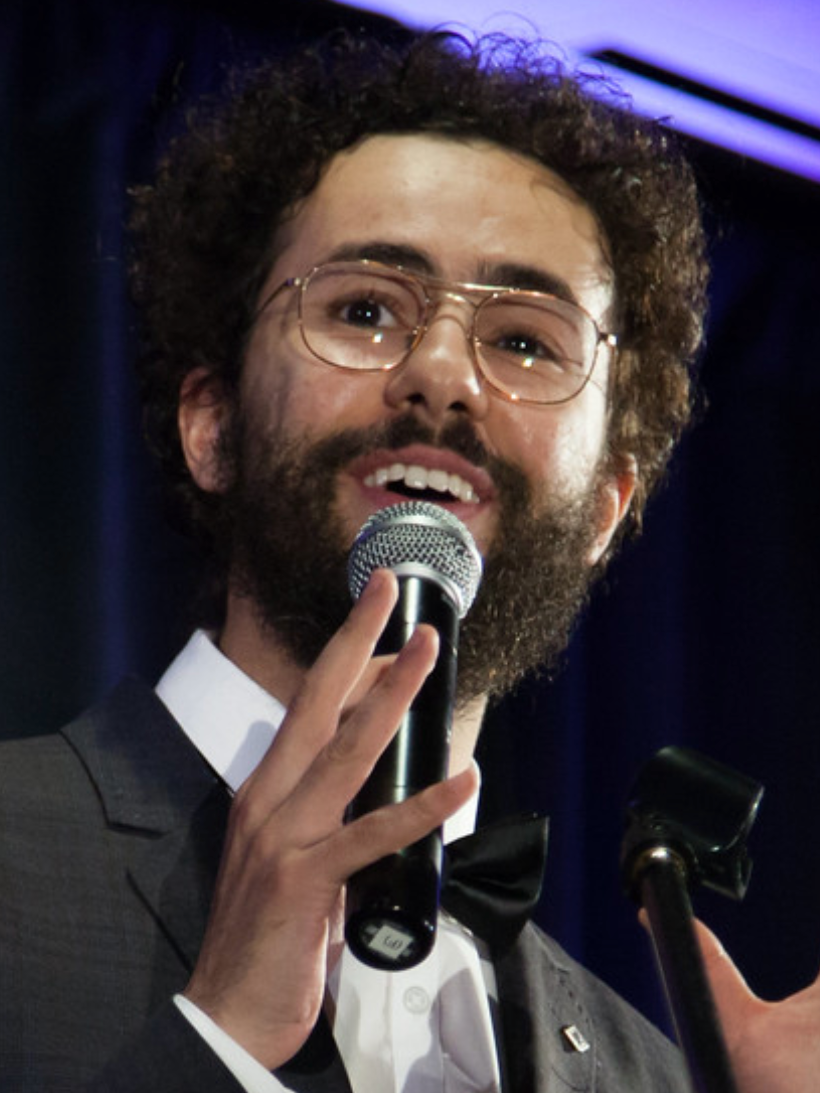
Ramy Youssef, nam diễn viên xuất sắc nhất trong truyền hình ca nhạc hoặc hài

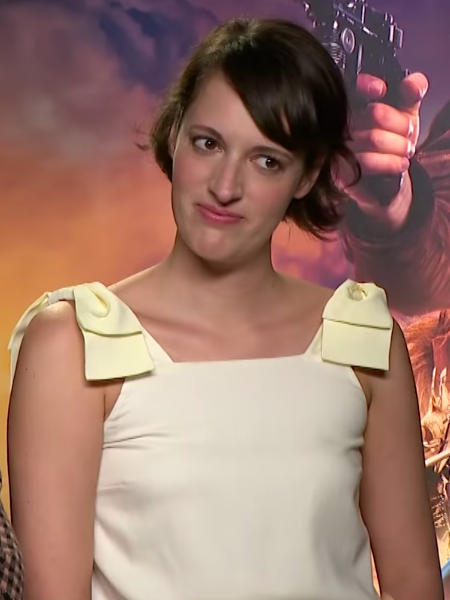
Phoebe Waller-Bridge, nữ diễn viên xuất sắc nhất trong phim truyền hình ca nhạc hoặc hài

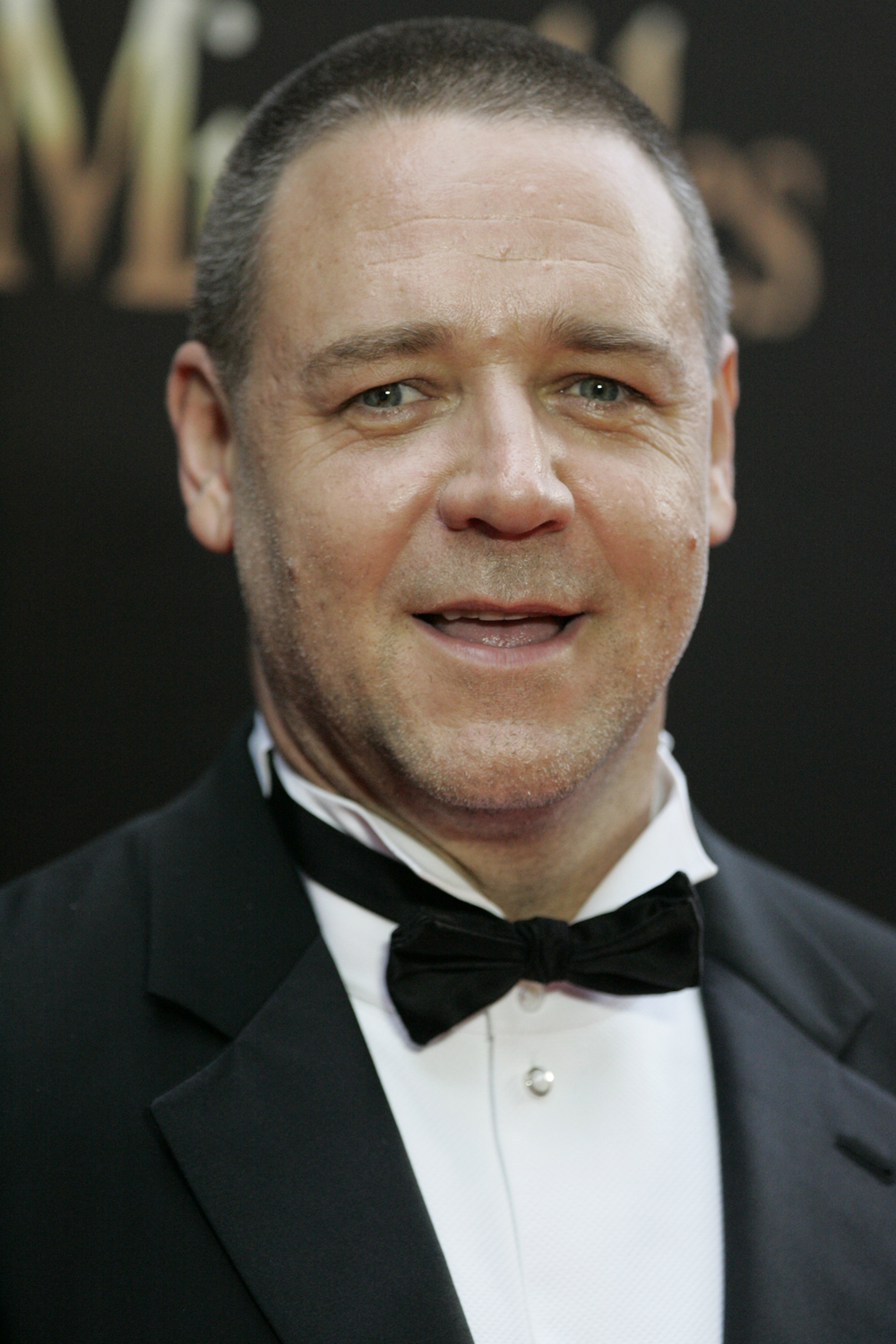
Russell Crowe, nam diễn viên xuất sắc nhất trong phim ngắn tập hoặc phim truyền hình

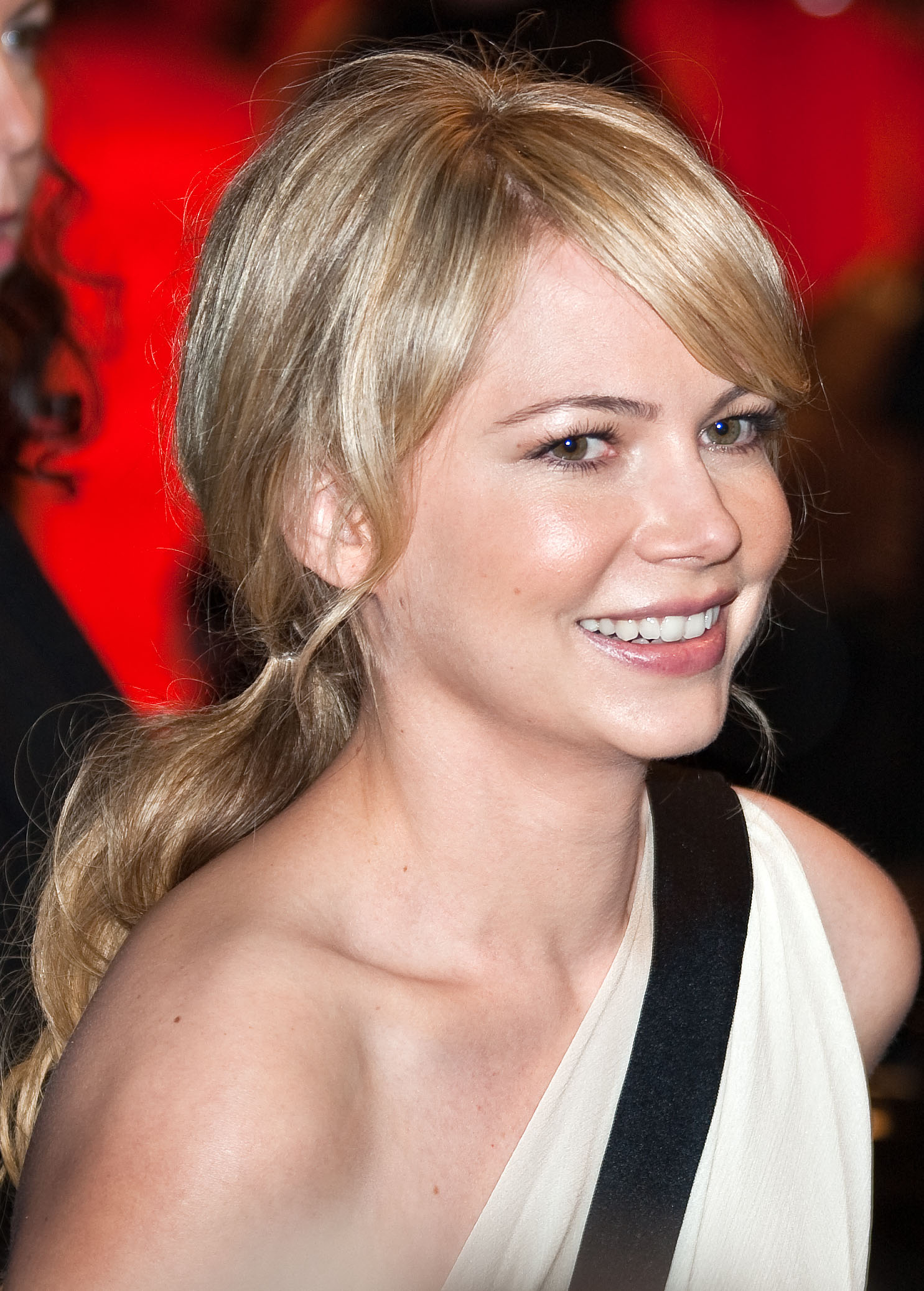
Michelle Williams, nữ diễn viên xuất sắc nhất trong phim ngắn tập hoặc phim truyền hình

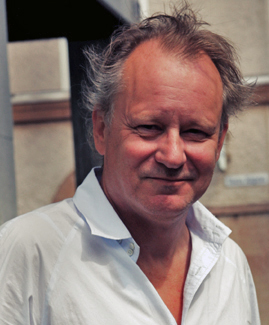
Stellan Skarsgård, nam diễn viên truyền hình phụ xuất sắc nhất

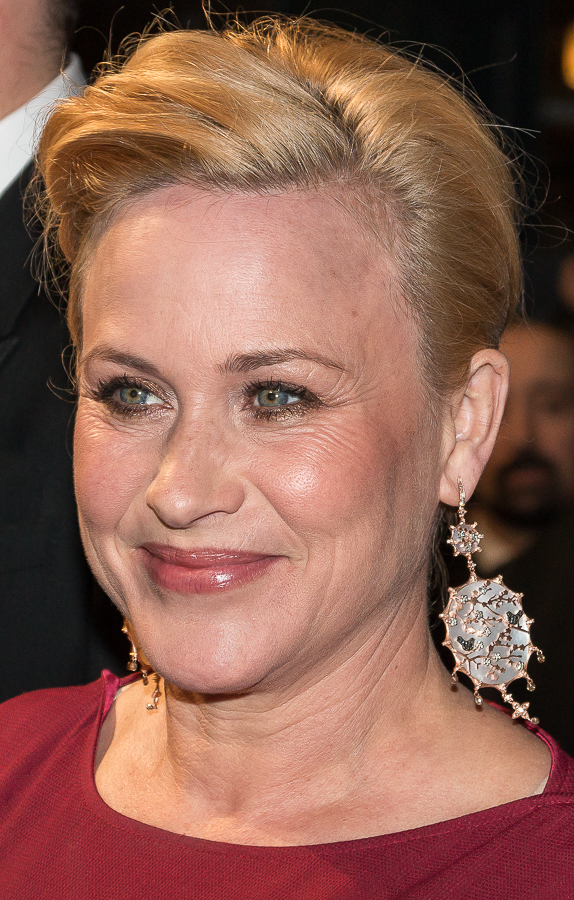
Patricia Arquette, đoạt giải nữ diễn viên truyền hình phụ xuất sắc nhất

### Điện ảnh
| Phim điện ảnh hay nhất | Phim điện ảnh hay nhất |
| Chính kịch | Ca nhạc hoặc hài |
| --- | --- |
| - 1917 - Người đàn ông Ireland - Joker - Câu chuyện hôn nhân - Hai vị Giáo hoàng | - Chuyện ngày xưa ở... Hollywood - Dolemite Is My Name - Jojo Rabbit - Kẻ đâm lén - Người hỏa tiễn |
| Diễn xuất trong phim chính kịch | |
| Nam diễn viên | Nữ diễn viên |
| - Joaquin Phoenix – Joker trong vai Arthur Fleck / Joker - Christian Bale – Cuộc đua lịch sử trong vai Ken Miles - Antonio Banderas – Pain and Glory trong vai Salvador Mallo - Adam Driver – Câu chuyện hôn nhân trong vai Charlie Barber - Jonathan Pryce – Hai vị Giáo hoàng trong vai Hồng y Jorge Mario Bergoglio / Giáo hoàng Phanxicô | - Renée Zellweger – Judy trong vai Judy Garland - Cynthia Erivo – Harriet trong vai Harriet Tubman - Scarlett Johansson – Câu chuyện hôn nhân trong vai Nicole Barber - Saoirse Ronan – Những người phụ nữ bé nhỏ trong vai Josephine "Jo" March - Charlize Theron – Tin "nóng" trong vai Megyn Kelly                                                            |
| Diễn xuất trong phim hài hoặc nhạc kịch | |
| Nam diễn viên | Nữ diễn viên |
| - Taron Egerton – Người hỏa tiễn trong vai Elton John - Daniel Craig – Kẻ đâm lén trong vai Benoit Blanc - Roman Griffin Davis – Jojo Rabbit trong vai Jojo Betzler - Leonardo DiCaprio – Chuyện ngày xưa ở... Hollywood trong vai Rick Dalton - Eddie Murphy – Dolemite Is My Name trong vai Rudy Ray Moore                                 | - Awkwafina – Lời từ biệt trong vai Billi Wang - Ana de Armas – Kẻ đâm lén trong vai Marta Cabrera - Cate Blanchett – Where'd You Go, Bernadette trong vai Bernadette Fox - Beanie Feldstein – Booksmart trong vai Molly Davidson - Emma Thompson – Late Night trong vai Katherine Newbury                                                                       |
| Diễn xuất phụ trong phim điện ảnh | |
| Nam diễn viên phụ | Nữ diễn viên phụ |
| - Brad Pitt – Chuyện ngày xưa ở... Hollywood trong vai Cliff Booth - Tom Hanks – A Beautiful Day in the Neighborhood trong vai Fred Rogers - Anthony Hopkins – Hai vị Giáo hoàng trong vai Pope Benedict XVI - Al Pacino – Người đàn ông Ireland trong vai Jimmy Hoffa - Joe Pesci – Người đàn ông Ireland trong vai Russell Bufalino        | - Laura Dern – Câu chuyện hôn nhân trong vai Nora Fanshaw - Kathy Bates – Richard Jewell trong vai Barbara "Bobi" Jewell - Annette Bening – The Report trong vai Dianne Feinstein - Jennifer Lopez – Hustlers trong vai Ramona Vega - Margot Robbie – Tin "nóng" trong vai Kayla Pospisil                                                                        |
| Khác | |
| Đạo diễn xuất sắc nhất | Kịch bản hay nhất |
| - Sam Mendes – 1917 - Bong Joon-ho – Ký sinh trùng - Todd Phillips – Joker - Martin Scorsese – Người đàn ông Ireland - Quentin Tarantino – Chuyện ngày xưa ở... Hollywood | - Quentin Tarantino – Chuyện ngày xưa ở... Hollywood - Noah Baumbach – Câu chuyện hôn nhân - Bong Joon-ho và Han Jin-won – Ký sinh trùng - Anthony McCarten – Hai vị Giáo hoàng - Steven Zaillian – Người đàn ông Ireland |
| Nhạc phim hay nhất | Ca khúc trong phim hay nhất |
| - Hildur Guðnadóttir – Joker - Alexandre Desplat – Những người phụ nữ bé nhỏ - Randy Newman – Câu chuyện hôn nhân - Thomas Newman – 1917 - Daniel Pemberton – Motherless Brooklyn | - "(I'm Gonna) Love Me Again" (Elton John, Bernie Taupin) – Người hỏa tiễn - "Beautiful Ghosts" (Taylor Swift, Andrew Lloyd Webber) – Cats - "Into the Unknown" (Kristen Anderson-Lopez, Robert Lopez) – Nữ hoàng băng giá 2 - "Spirit" (Beyoncé, Timothy McKenzie, Ilya Salmanzadeh) – Vua sư tử - "Stand Up" (Joshuah Brian Campbell, Cynthia Erivo) – Harriet |
| Phim hoạt hình hay nhất | Phim ngoại ngữ hay nhất |
| - Missing Link - Nữ hoàng băng giá 2 - Bí kíp luyện rồng: Vùng đất bí ẩn - Vua sư tử - Câu chuyện đồ chơi 4 | - Ký sinh trùng (Hàn Quốc) - Lời từ biệt (Hoa Kỳ) - Les Misérables (Pháp) - Pain and Glory (Tây Ban Nha) - Portrait of a Lady on Fire (Pháp) |

### Phim điện ảnh có nhiều đề cử
Những bộ phim điện ảnh sau đây được đề cử cho nhiều giải thưởng khác nhau:
| Số đề cử | Phim                           |
| -------- | ------------------------------ |
| 6        | Câu chuyện hôn nhân            |
| 5        | Người đàn ông Ireland          |
| 5        | Chuyện ngày xưa ở... Hollywood |
| 4        | Joker                          |
| 4        | Hai vị Giáo hoàng              |
| 3        | 1917                           |
| 3        | Kẻ đâm lén                     |
| 3        | Ký sinh trùng                  |
| 3        | Người hỏa tiễn                 |
| 2        | Tin "nóng"                     |
| 2        | Dolemite Is My Name            |
| 2        | Lời từ biệt                    |
| 2        | Nữ hoàng băng giá 2            |
| 2        | Harriet                        |
| 2        | Jojo Rabbit                    |
| 2        | Vua sư tử                      |
| 2        | Những người phụ nữ bé nhỏ      |
| 2        | Pain and Glory                 |

### Phim điện ảnh thắng nhiều giải
Những bộ phim điện ảnh sau đây đoạt nhiều giải thưởng khác nhau:
| Số giải | Phim                           |
| ------- | ------------------------------ |
| 3       | Chuyện ngày xưa ở... Hollywood |
| 2       | 1917                           |
| 2       | Joker                          |
| 2       | Người hỏa tiễn                 |

### Truyền hình
| Phim truyền hình hay nhất | Phim truyền hình hay nhất |
| Chính kịch | Ca nhạc hoặc hài |
| --- | --- |
| - Succession - Big Little Lies - Hoàng quyền - Killing Eve - The Morning Show | - Fleabag - Barry - Phương pháp Kominsky - The Marvelous Mrs. Maisel - Chính trị gia |
| Diễn xuất trong phim truyền hình chính kịch | |
| Nam diễn viên | Nữ diễn viên |
| - Brian Cox – Succession trong vai Logan Roy - Kit Harington – Trò chơi vương quyền trong vai Jon Snow - Rami Malek – Mr. Robot trong vai Elliot Alderson - Tobias Menzies – Hoàng quyền trong vai Prince Philip, Duke of Edinburgh - Billy Porter – Pose trong vai Pray Tell                                 | - Olivia Colman – Hoàng quyền trong vai Nữ hoàng Elizabeth II - Jennifer Aniston – The Morning Show trong vai Alex Levy - Jodie Comer – Killing Eve trong vai Oksana Astankova / Villanelle - Nicole Kidman – Big Little Lies trong vai Celeste Wright - Reese Witherspoon – The Morning Show trong vai Bradley Jackson             |
| Diễn xuất trong phim truyền hình ca nhạc hoặc hài | |
| Nam diễn viên | Nữ diễn viên |
| - Ramy Youssef – Ramy trong vai Ramy Hassan - Michael Douglas – Phương pháp Kominsky trong vai Sandy Kominsky - Bill Hader – Barry trong vai Barry Berkman / Barry Block - Ben Platt – Chính trị gia trong vai Payton Hobart - Paul Rudd – Living with Yourself trong vai Miles Elliot / Miles Elliot's Clone | - Phoebe Waller-Bridge – Fleabag trong vai Fleabag - Christina Applegate – Dead to Me trong vai Jen Harding - Rachel Brosnahan – The Marvelous Mrs. Maisel trong vai Miriam "Midge" Maisel - Kirsten Dunst – On Becoming a God in Central Florida trong vai Krystal Stubbs - Natasha Lyonne – Russian Doll trong vai Nadia Vulvokov |
| Diễn xuất trong phim điện ảnh truyền hình hoặc phim truyền hình ngắn tập | |
| Nam diễn viên chính | Nữ diễn viên chính |
| - Russell Crowe – The Loudest Voice trong vai Roger Ailes - Christopher Abbott – Catch-22 trong vai Capt. John Yossarian - Sacha Baron Cohen – The Spy trong vai Eli Cohen / Kamel Amin Thaabet - Jared Harris – Chernobyl trong vai Valery Legasov - Sam Rockwell – Fosse/Verdon trong vai Bob Fosse         | - Michelle Williams – Fosse/Verdon trong vai Gwen Verdon - Kaitlyn Dever – Chuyện khó tin trong vai Marie Adler - Joey King – The Act trong vai Gypsy Rose Blanchard - Helen Mirren – Catherine the Great trong vai Catherine the Great - Merritt Wever – Chuyện khó tin trong vai Det. Karen Duvall                                |
| Diễn xuất phụ trong phim truyền hình, phim điện ảnh truyền hình hoặc phim truyền hình ngắn tập | |
| Nam diễn viên phụ | Nữ diễn viên phụ |
| - Stellan Skarsgård – Chernobyl trong vai Boris Shcherbina - Alan Arkin – Phương pháp Kominsky trong vai Norman Newlander - Kieran Culkin – Succession trong vai Roman Roy - Andrew Scott – Fleabag trong vai The Priest - Henry Winkler – Barry trong vai Gene Cousineau                                     | - Patricia Arquette – The Act trong vai Dee Dee Blanchard - Helena Bonham Carter – Hoàng quyền trong vai Princess Margaret - Toni Collette – Chuyện khó tin trong vai Det. Grace Rasmussen - Meryl Streep – Big Little Lies trong vai Mary Louise Wright - Emily Watson – Chernobyl trong vai Ulana Khomyuk                         |
| phim điện ảnh truyền hình hoặc phim truyền hình ngắn tập hay nhất | |
| - Chernobyl - Catch-22 - Fosse/Verdon - The Loudest Voice - Chuyện khó tin | |

### Chương trình truyền hình có nhiều đề cử
Những chương trình truyền hình sau đây được đề cử cho nhiều giải thưởng khác nhau:
| Số đề cử | Chương trình              |
| -------- | ------------------------- |
| 4        | Chernobyl                 |
| 4        | Hoàng quyền               |
| 4        | Chuyện khó tin            |
| 3        | Barry                     |
| 3        | Big Little Lies           |
| 3        | Fleabag                   |
| 3        | Fosse/Verdon              |
| 3        | Phương pháp Kominsky      |
| 3        | The Morning Show          |
| 3        | Succession                |
| 2        | The Act                   |
| 2        | Catch-22                  |
| 2        | Killing Eve               |
| 2        | The Loudest Voice         |
| 2        | The Marvelous Mrs. Maisel |
| 2        | Chính trị gia             |

### Chương trình truyền hình thắng nhiều giải
Ba chương trình truyền hình sau đây đoạt nhiều giải thưởng khác nhau:
| Số giải | Chương trình truyền hình |
| ------- | ------------------------ |
| 2       | Succession               |
| 2       | Fleabag                  |
| 2       | Chernobyl                |

### Giải Cecil B. DeMille
Giải Cecil B. DeMille là một giải thưởng danh dự vinh danh những đóng góp đột phá cho giới giải trí. Nó được tặng cho những người để lại dấu ấn đậm trong ngành công nghiệp điện ảnh và được đặt tên theo người đầu tiên đoạt giải này, đạo diễn Cecil B. DeMille.
- Tom Hanks[6]

### Giải Carol Burnett
Giải Carol Burnett là một giải thưởng danh dự dành tặng để ghi nhận những đóng góp đáng kể và lâu dài cho truyền hình cả trước và sau ống kính. Nó được đặt tên theo người đầu tiên đoạt nó, nữ diễn viên Carol Burnett.
- Ellen DeGeneres[7]

## Lễ trao giải

### Người trao giải
Những cá nhân sau đây được công bố là những người trao giải tại buổi lễ:
- Jennifer Aniston và Reese Witherspoon với Nam diễn viên truyền hình ca nhạc hoặc hài xuất sắc nhất và Nam diễn viên phim ngắn tập hoặc phim truyền hình xuất sắc nhất
- Annette Bening giới thiệu 1917
- Elton John và Bernie Taupin giới thiệu Người hỏa tiễn
- Matt Bomer và Sofía Vergara với Nam diễn viên truyền hình phụ xuất sắc nhất và Phim truyền hình chính kịch hay nhất
- Harvey Keitel giới thiệu Người đàn ông Ireland
- Ted Danson và Kerry Washington với Nữ diễn viên truyền hình ca nhạc hoặc hài xuất sắc nhất
- Kit Harington và Sienna Miller với Phim ngoại ngữ hay nhất
- Kate McKinnon với Giải Carol Burnett
- Daniel Craig và Ana de Armas giới thiệu Kẻ đâm lén
- Tim Allen và Lauren Graham với Nam diễn viên truyền hình chính kịch xuất sắc nhất
- Ewan McGregor và Margot Robbie với Kịch bản hay nhất
- Amy Poehler và Taylor Swift với Phim hoạt hình hay nhất
- Leonardo DiCaprio và Brad Pitt giới thiệu Chuyện ngày xưa ở... Hollywood
- Gwyneth Paltrow với Nữ diễn viên điện ảnh phụ xuất sắc nhất
- Priyanka Chopra và Nick Jonas với Phim truyền hình ca nhạc hoặc hài hay nhất
- Ansel Elgort và Dakota Fanning với Ca khúc trong phim hay nhất
- Sacha Baron Cohen giới thiệu Jojo Rabbit
- Zoë Kravitz và Jason Momoa với Nữ diễn viên truyền hình phụ xuất sắc nhất và Nữ diễn viên truyền hình chính kịch xuất sắc nhất
- Charlize Theron với Giải Cecil B. DeMille
- Antonio Banderas và Helen Mirren với Đạo diễn xuất sắc nhất
- Cate Blanchett giới thiệu Joker
- Tiffany Haddish và Salma Hayek với Nữ diễn viên phim ngắn tập hoặc phim truyền hình xuất sắc nhất và Phim ngắn tập hoặc phim truyền hình hay nhất
- Da'Vine Joy Randolph và Wesley Snipes giới thiệu Dolemite Is My Name
- Jennifer Lopez và Paul Rudd với Nhạc phim hay nhất và Nam diễn viên điện ảnh phụ xuất sắc nhất
- Chris Evans và Scarlett Johansson với Nam diễn viên phim ca nhạc hoặc phim hài xuất sắc nhất và Nữ diễn viên phim ca nhạc hoặc phim hài xuất sắc nhất
- Jason Bateman và Naomi Watts giới thiệu Câu chuyện hôn nhân
- Rachel Weisz giới thiệu Hai vị Giáo hoàng
- Pierce Brosnan và Will Ferrell với Phim ca nhạc hoặc phim hài hay nhất
- Glenn Close với Nam diễn viên phim chính kịch xuất sắc nhất
- Rami Malek với Nữ diễn viên phim chính kịch xuất sắc nhất
- Sandra Bullock với Phim chính kịch hay nhất

## Chỉ trích
Các đề cử đã bị chỉ trích vì quá ít phụ nữ được chọn: không nhân vật nữ giới nào được đề cử cho Đạo diễn xuất sắc nhất hay Kịch bản hay nhất, mặc dù có nhiều tác phẩm được cho xứng đáng nhận giải như Portrait of a Lady on Fire của Céline Sciamma, Những người phụ nữ bé nhỏ của Greta Gerwig, Lời từ biệt của Lulu Wang, Hustlers của Lorene Scafaria và A Beautiful Day in the Neighborhood của Marielle Heller. Tuy nhiên, có một thành công đáng kể cho phụ nữ trong lĩnh vực điện ảnh: Hildur Guðnadóttir trở thành người phụ nữ thứ hai và cũng là nhà soạn nhạc nữ solo đầu tiên nhận Giải Quả cầu vàng cho nhạc phim hay nhất.